# Hof-Apotheke (Coburg)

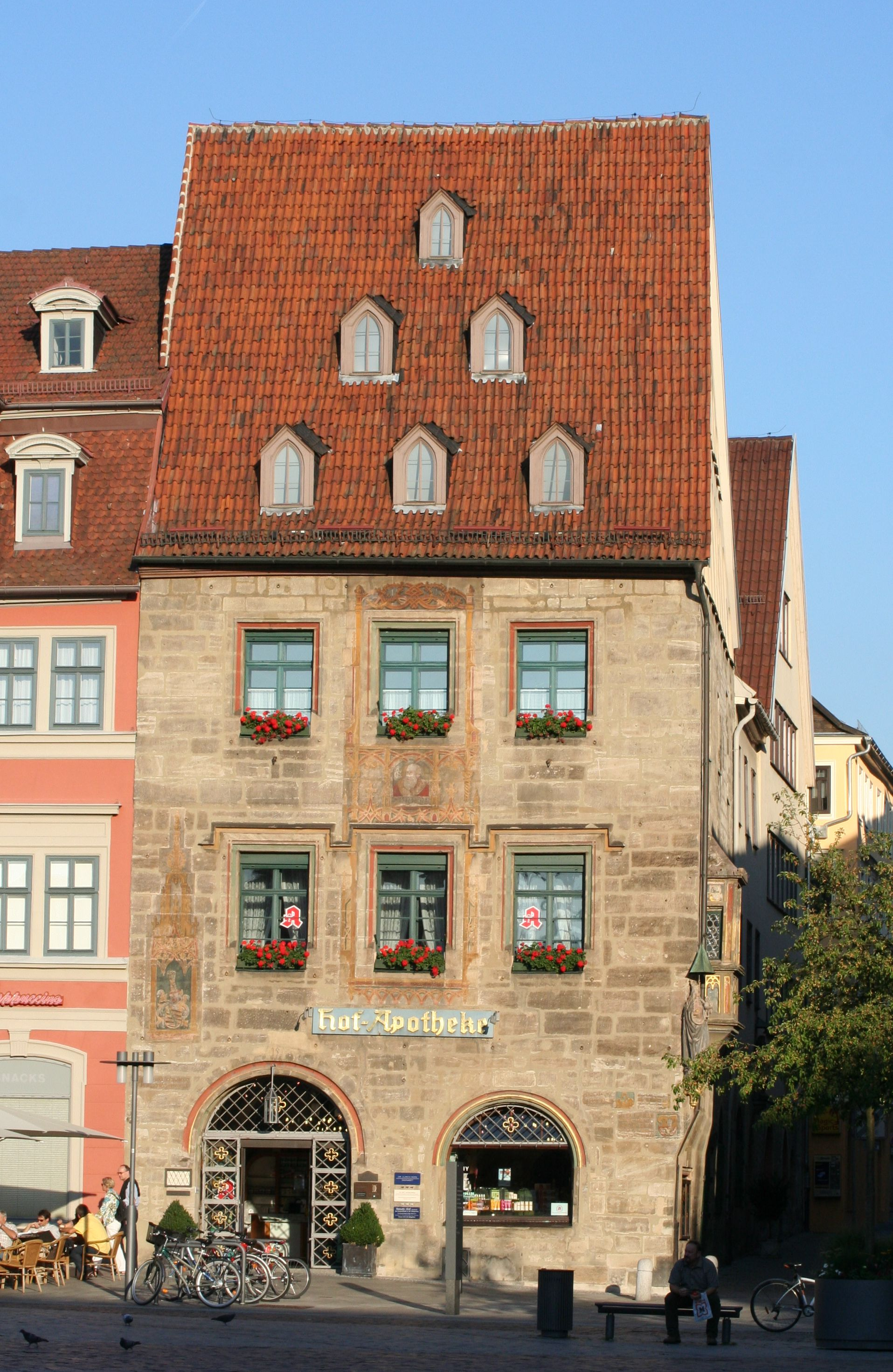
Hofapotheke, Ansicht Marktplatz

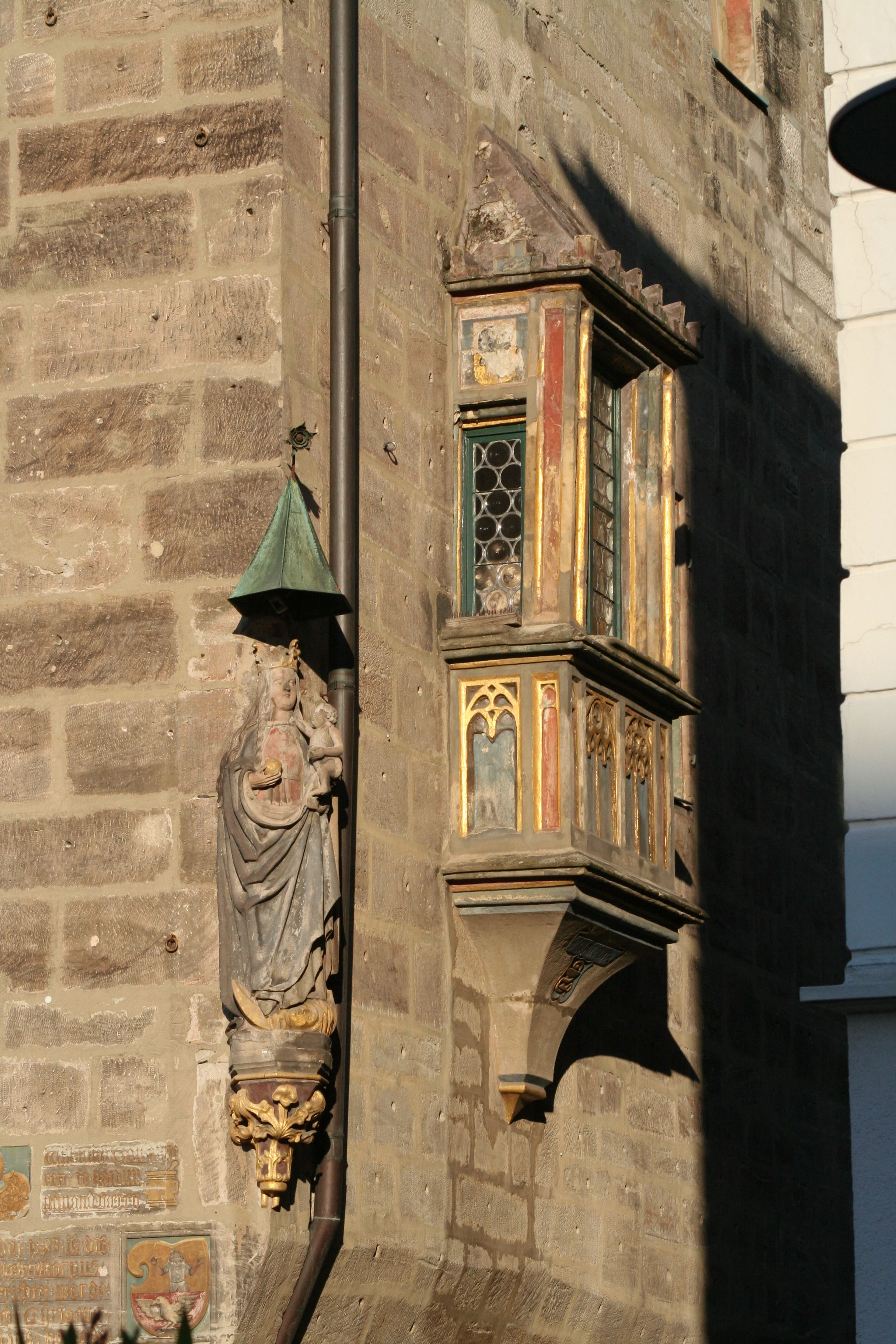
Madonna und Erker Ecke Steingasse

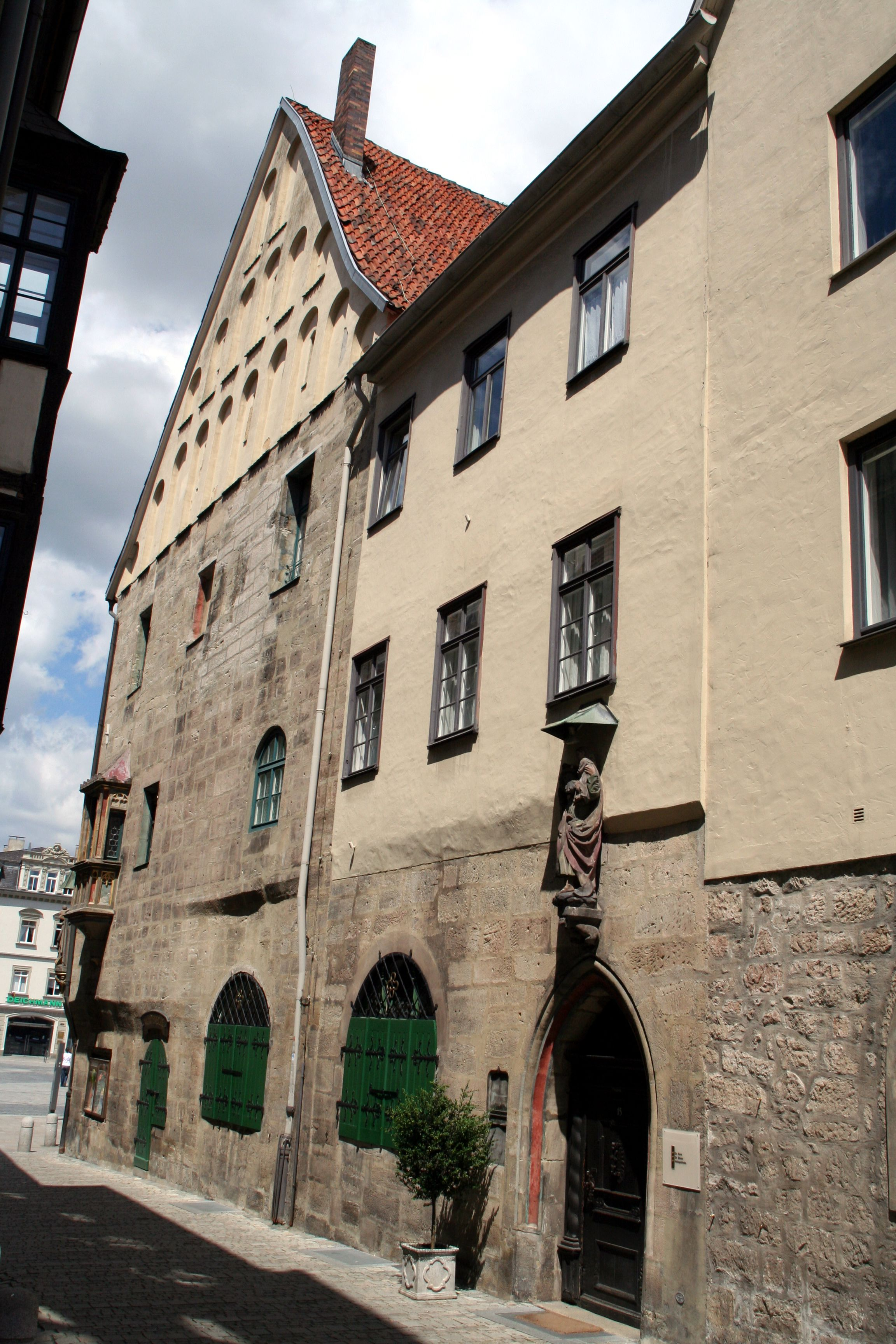
Hofapotheke, Ansicht Steingasse

Die Hof-Apotheke im Zentrum Coburgs steht als Eckbau an der östlichen Seite des Marktplatzes zur Steingasse hin (Markt 15). Der dreigeschossige, steile Satteldachbau ist unter anderem durch einen Rechteckerker, eine Muttergottesfigur und eine Statue des heiligen Christophorus geschmückt und gehört zu den ältesten Gebäuden am Coburger Marktplatz.

## Bauwerk
Das Bauwerk besteht aus zwei parallelen Satteldachhäusern am Markt und in der Steingasse, die durch einen Zwischenbau miteinander verbunden sind. Das Vorderhaus wurde schon Mitte des 15. Jahrhunderts erwähnt. Das Rückgebäude ist um 1510 und der Zwischenbau um 1500 errichtet worden. Verschiedene Umbauten und Sanierungen veränderten die Gebäude in den Jahrhunderten. So ließ der Architekt Leopold Oelenheinz am Vorderhaus im Jahr 1911 im Rahmen eines gotisierenden Umbaus den Putz entfernen und das Sandsteinmauerwerk freigelegen sowie entsprechend den drei Geschossen des Dachstuhles sechs Dachgauben aufsetzen. Im Erdgeschoss des Vorderhauses sind noch die ursprünglichen Kreuzrippenwölbungen vorhanden. Von dem ursprünglichen Rückgebäude in der Steingasse sind nur noch Keller- und Erdgeschoss erhalten.
An der Gebäudeecke befindet sich eine Muttergottesfigur mit Christus auf dem Arm, auf einer Mondsichel stehend, um 1500 entstanden. Dahinter ist in der Giebelfassade ein flacher Rechteckerker auf einer Kelchkonsole angeordnet. In der Steingasse steht über der spitzbogigen Seitenpforte des Zwischenbaus eine qualitätsvolle, 1,5 Meter große Christophorusskulptur, um 1510 entstanden. Darunter ist eine Haustür aus dem 17. Jahrhundert mit gedrehten Säulen, Beschlägen und Türklopfer.

## Besonderheiten
Schon seit 1543 wird das Gebäude als Apotheke genutzt, anfangs unter dem Namen „Apotheke zum goldenen Strauß“. Cyriakus Schnauß (* 1512;  † 1571)  hieß der erste Apotheker. Sein Grabstein wurde im Hof der Apotheke als Sehenswürdigkeit aufgestellt.   Seit 1864 wird die Apotheke von der Familie Priesner geführt.
 
Der Hoflikör ist eine Spezialität des Hauses. Er wird nach einer nur dem „Hofapotheker“ bekannten Rezeptur hergestellt. Der Kräuterlikör ist süß, aber kräftig und würzig im Geschmack."